# Love Is Strong
Love Is Strong è la prima traccia di apertura, nonché primo singolo estratto, dell'album Voodoo Lounge della rock band britannica The Rolling Stones. 
La canzone è stata inclusa nelle compilation Forty Licks (2002), GRRR! (2012) e Honk (2019).

## Registrazione
Il brano è stato registrato: 
- Sandymount Studios
- A casa di Ron Wood a St. Kildare, Irlanda
- Windmill Lane Recording, Dublino, Irlanda
- A&M Recording Studios, Los Angeles, USA[1]

## Il video
Del brano è stato girato anche un videoclip, interamente girato in bianco e nero. Il video è stato girato a New York e vede i membri della band, in dimensioni ingigantite, dominare la città americana, assieme ad altre persone.
Nel 1995 il videoclip fu il vincitore dei Grammy Award al miglior videoclip, battendo il pluriaccreditato video  Go West dei Pet Shop Boys.

## Formazione
- Mick Jagger - voce, armonica, maracas
- Keith Richards - chitarra elettrica e acustica, voce
- Ron Wood - chitarra elettrica e acustica
- Darryl Jones - basso
- Charlie Watts - batteria
- Bernard Fowler e Ivan Neville - coro

## Tracce
- 7" VS1503

1. Love Is Strong (Album Version)
2. The Storm

- Musicassetta VSC1503

1. Love Is Strong (Album Version)
2. The Storm

- CD VSCDE1503

1. Love Is Strong (Album Version)
2. The Storm

- CD VSCDT1503 - "Special Collectors" edition

1. Love Is Strong (Album Version)
2. The Storm
3. So Young
4. Love Is Strong (Bob Clearmountain Remix)

- CD VSCDX1503 - remix edition

1. Love Is Strong (Teddy Riley Radio Remix)
2. Love Is Strong (Teddy Riley Extended Remix)
3. Love Is Strong (Teddy Riley Extended Rock Remix)
4. Love Is Strong (Teddy Riley Dub Remix)
5. Love Is Strong (Joe The Butcher Club Remix)
6. Love Is Strong (Teddy Riley Instrumental)